# Разгонов, Николай Иванович
Николай Иванович Разгонов (род. 16 января 1964, Украинская ССР) — советский легкоатлет, специалист по бегу на короткие дистанции. Выступал за сборную СССР по лёгкой атлетике во второй половине 1980-х годов, чемпион Европы в помещении, победитель первенств всесоюзного и республиканского значения. Мастер спорта СССР международного класса.

## Биография
Николай Разгонов родился 16 января 1964 года. Занимался лёгкой атлетикой в Донецке, представлял Профсоюзы.
Впервые заявил о себе на всесоюзном уровне в сезоне 1986 года, когда на зимнем чемпионате СССР в Москве стал серебряным призёром в беге на 200 метров. Попав в состав советской сборной, выступил на чемпионате Европы в помещении в Мадриде, где в той же дисциплине выиграл бронзовую медаль. На летнем чемпионате СССР в Киеве с командой Украинской ССР одержал победу в эстафете 4 × 100 метров. Бежал 200 метров на впервые проводившихся Играх доброй воли в Москве — занял здесь итоговое седьмое место. На Спартакиаде народов СССР в Ташкенте получил серебро в индивидуальном беге на 200 метров и золото в эстафете 4 × 100 метров.
В 1987 году в дисциплине 200 метров победил на зимнем чемпионате СССР в Пензе, стартовал на чемпионате Европы в помещении в Льевене и на чемпионате мира в помещении в Индианаполисе.
В 1988 году на 200-метровой дистанции был лучшим на зимнем чемпионате СССР в Волгограде и на чемпионате Европы в помещении в Будапеште. На летнем чемпионате СССР в Таллине взял бронзу в эстафете 4 × 100 метров.
В 1989 году на чемпионате Европы в помещении в Гааге в беге на 200 метров дошёл до полуфинала, тогда как на чемпионате СССР в Горьком стал бронзовым призёром в эстафете 4 × 100 метров.
За выдающиеся спортивные достижения удостоен почётного звания «Мастер спорта СССР международного класса».